# Az AFC Ajax története (1915–1949)
Az Ajax azon időszaka, amely a csapatot Hollandia legsikeresebb klubjává emelte fel, 1918-ban kezdődött. Ebben az évben sikerült elnyernie a csapatnak története első bajnoki címét, és ekkor kezdődött el a csapat első aranykora is. Főleg a 30-as években voltak a legsikeresebbek, ekkor öt bajnoki címet is sikerült begyűjteniük. Ezen időszak alatt több nagyon jó játékosa is volt a csapatnak, de mégsem ők, hanem az edző, az angol Jack Reynolds lett a csapat legfontosabb tagja. Neki köszönheti a legtöbbet az Ajax, mivel ő vezette be a csapatba az „igazi labdarúgást”. Ebben az időszakban, 1928-ban változtatták meg a csapat címerét, 1934-ben pedig átadták az Ajax első igazi stadionját, a De Meert.

## 1915–1949: A Jack Reynolds-éra

### Az első hazai trófeák

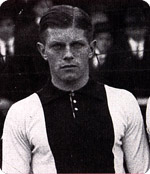
Jan de Natris, a klub ezen időszakbeli egyik legjobb játékosa

1918-ban az első világháború már az utolsó évében járt, de még nem volt vége. Az összecsapások elég közel voltak Hollandiához, (Észak-Franciaország), ez azonban nem zavarta a holland bajnokság lebonyolítását. Miután 1915-ben a csapat edzője, John Kirwan lemondott a posztjáról, utóda az angol Jack Reynolds lett. Reynolds a svájci FC St. Gallen csapatától került Amszterdamba, és nem kevesebb, mint 25 szezonra bízták meg a csapat vezetésével. Ez a hosszú időszak kétszer is megszakadt. Első alkalommal 1925-ben, ekkor három évre átigazolt a FC Blauw-Wit („kék-fehér”) csapatához, az Ajax városi riválisához. Második alkalommal pedig a második világháború alatt, ekkor öt évig egy német hadifogolytáborban tartották fogva.
Miután elkezdte munkáját az Ajaxnál, az első nagy feladata a csapat visszajuttatása volt az első osztályba. Két év kellett hozzá, hogy ez sikerüljön. Az első alkalommal a világháború miatt megkurtított bajnokság miatt, másodszorra pedig a szokás szerint elbukott osztályozó miatt nem sikerült. Harmadszorra, az 1916/1917-es szezonban ismét sikerült kiharcolni a felkerülést a legjobbak közé. Ebben a szezonban már a holland kupa döntőjébe is sikerült bejutniuk, és miután 5:0-ra legyőzték a VSV csapatát, sikerült megnyerniük az első kupájukat is. Az első igazi sikerre azonban még várni kellett egy évet. Rögtön a feljutás utáni – 1917/1918-as – szezonban az Ajax hatalmas meglepetésre megnyerte első bajnoki címét az első osztályban. 1918. június 9-én a döntő mérkőzésen 3:0-ra legyőzték a Willem II csapatát, ezzel sikerült a bajnoki győzelem. E mérkőzésen – és általában a szezonban – felálló csapat a következő volt, az akkor divatos 1–2–3–5-ös felállásban:
| # |           | Poszt | Név           |
| - | --------- | ----- | ------------- |
|   | hollandia | K     | Jan Smit      |
|   | hollandia | V     | Fons Pelser   |
|   | hollandia | V     | Frans Couton  |
|   | hollandia | V     | Frans de Haan |
|   | hollandia | V     | Joop Pelser   |
|   | hollandia | KP    | Frits Terwee  |

| # |           | Poszt | Név           |
| - | --------- | ----- | ------------- |
|   | hollandia | KP    | Jan de Natris |
|   | hollandia | KP    | Jan van Dort  |
|   | hollandia | CS    | Theo Brokmann |
|   | hollandia | CS    | Henk Hordijk  |
|   | hollandia | CS    | Wim Gupffert  |

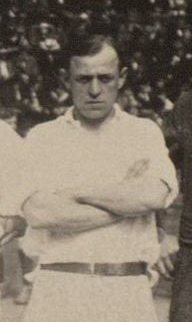
Henk Hordijk, az 1926/1927-es szezonban a csapat és a bajnokság gólkirálya volt

A második címre már nem kellett sokat várni, mivel az rögtön követte az elsőt. 1919-ben a csapatnak úgy sikerült a címvédés, hogy veretlenül fejezte be a bajnokságot olyan kiemelkedő játékosok, mint Henk Hordijk, Theo Brokmann vagy Jan de Natris vezetésével.
A következő bajnoki cím elnyerésére elég sokat kellett várniuk, pontosan 12 évet. Annak ellenére, hogy a klub fejlődésnek indult a 20-as években, az Ajax eredményei mégis meglehetősen középszerűnek bizonyultak. Ezen időszakon belül nem jött össze semmi komolyabb siker a csapatnak. Négy alkalommal is megnyerték a nyugati csoportot, de ezt a rájátszásban nem tudták kihasználni és nem tudták feltenni az „i”-re a pontot. 1924-ben az Ajax részt vett egy kisebb skandináviai turnén. Mivel sok sérült volt a csapatnál, az edző is beállt játékosnak, balszélsőnek. A kora miatt már jóval lassabb volt, mint a többi játékos, ennek ellenére ő volt csapata egyik legjobbja. A mérkőzést megnyerték 2:1-re, és az Ajax mindkét gólja az ő beadásából született. 1925-ben Jack Reynolds a vezetőséggel való összetűzés miatt három évre átszerződött egy másik amszterdami csapathoz. Ez alatt két új edzője volt a csapatnak, mindketten angolok: Harold Rose egy évig, Stanley Castle pedig két évig irányította a csapatot. 1928-ban újabb változások jelezték, hogy a klubvezetés elégedetlen az eredményekkel. Szeptember 20-án egy fontos dolog történt a csapatnál: megváltoztatták a klub címerét. Ekkor került rá az ókori görög hős, Aiasz arcképe. Ezt a címert 62 éven keresztül, egészen 1990-ig használták.
Három évvel Reynolds visszatérése után, 1931-ben újra sikerült felülni a holland labdarúgás trónjára. A bajnoki cím mellett egy máig érvényes rekordot is sikerült felállítania a csapatnak: január 11-én, a VUC elleni bajnoki mérkőzésen az Ajax 17:0-ra győzött. Máig ez az eddigi legnagyobb arányú győzelme az Ajax-nak. A 30-as években az Ajax volt a legsikeresebb csapat a bajnokságban a maga öt bajnoki címével. Ebben az időben nyitották meg a csapat új stadionját. 1933. október 8-án volt a „De Klassieker” egy újabb mérkőzése. Ez az összecsapás azért vált az Ajax és a Feyenoord közötti egyik leghíresebb mérkőzéssé, mert ezen sikerült legyőzniük a rotterdami együttest a legnagyobb különbséggel, 7:1-re. A csapat 1934-ben költözött be a Dan Roodenburg által tervezett új stadionba, amelynek a De Meer nevet adták. A De Meer Kelet-Amszterdamban épült fel, két mérföldnyire a korábbi stadionjuktól. Az építkezés körülbelül 300 ezer guldenbe került. Mivel a világgazdasági válság az Ajaxot is sújtotta és ezért a klub eléggé eladósodott, a stadion építéséhez szükséges összeget részben a játékosok adták össze. Annak, hogy a csapatnak új stadionba kellett költöznie, két oka is volt. Egyrészt mert az amszterdami városvezetés új házakat tervezett a régi stadion helyére, másrészt pedig mert a sikerekkel nőtt a szurkolók száma is, akik már nem fértek el a régi lelátókon. Az új stadionban a hivatalos nyitómérkőzés 1934. december 9-én volt, ahol az Ajax 5:1-re győzte le a francia Stade de France csapatát.

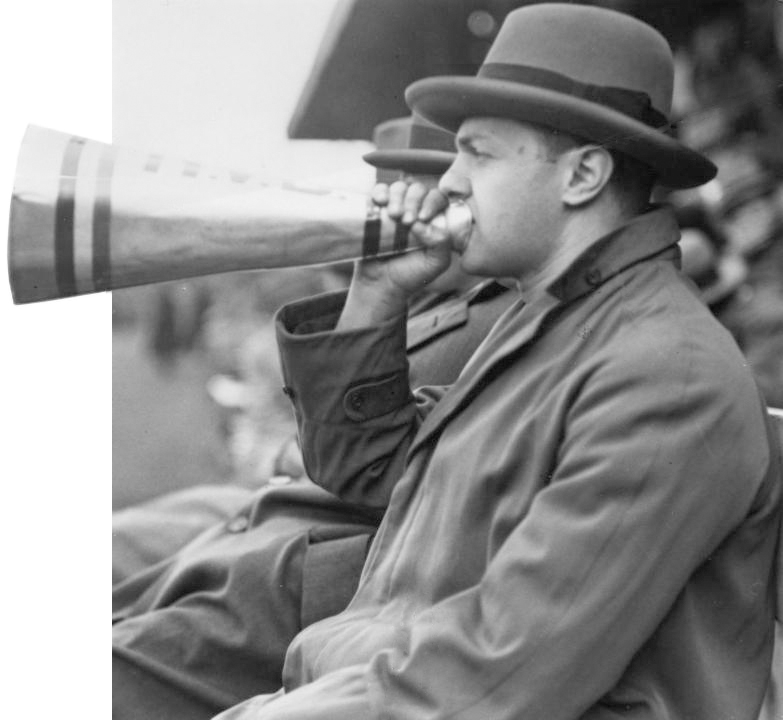
Dolf van Kol edző, akivel sikerült a második kupagyőzelem

A 30-as évek végére Hollandiában a labdarúgás már sok nézőt vonzott. Rövidesen azonban elkezdődött a második világháború, ami sok nehézséget hozott a sport számára is. A sportélet a háborús időkben sem szűnt meg, de a labdarúgás fontossága háttérbe szorult. A mozgósítások, a légiriadók és a németországi kényszermunkák miatt sokszor alacsonyabb osztályban szereplő játékosokkal vagy járókelőkkel kellett pótolni a hiányzókat. Az Ajax legnagyobb hiányzója maga az edző, Jack Reynolds volt. Mivel ellenséges ország állampolgára volt, 1940-ben először a Schoorl mellett fekvő fogolytáborba, majd a gliwicei munkatáborba került, és öt évig volt ott. Visszatéréséig öt edzője volt a csapatnak. Köztük volt Jan Distelbrink is, aki ugyan csak hat napig volt a csapat edzője, de így is ő volt az Ajax első holland edzője. Rajta kívül még négyen irányították a csapatot: Halpern Vilmos, az Ajax eddigi egyetlen magyar edzője, Wim Volkers, Arie de Witt és Dolf van Kol. 1941-ben a németek megtiltották, hogy zsidó származású személy tagja legyen bármelyik sportklubnak. Az Ajaxról még jóval a háború előtt elterjedt, hogy „zsidó klub”, ám ez főként a szurkolókra vonatkozott, mivel ők túlnyomórészt a zsidó középosztályból kerültek ki. A zsidó játékosok száma soha nem volt magasabb, mint bármelyik más amszterdami klubnál. A háborúban a csapat veszteségei nem voltak számottevőek, mivel egyetlen Ajax-játékos vagy vezető sem halt meg. 1943-ban Dolf van Kol edző vezetésével sikerült a második kupagyőzelem: a kupadöntőben 3:2-re győzték le az FC Dordrecht csapatát. Az 1943/1944-es szezontól kezdve a légitámadások miatt már nem volt olyan helyszín, ahol biztonságosan lehetett volna megrendezni a mérkőzéseket. 1944 telén, az úgynevezett „éhség telén” lényegében megszűnt létezni a labdarúgás Hollandiában.
A háború utáni első mérkőzését az Ajax három héttel a felszabadulás után játszotta le. Gyorsan megszervezték az amszterdami bajnokságot, amit meg is nyert a csapat, miután 6:4-re legyőzték a DWS csapatát, az FC Blauw-Wit és a De Volewijckers csapatait pedig egyaránt 1:0-ra. 1945 októberében Jack Reynolds visszatért a német fogságból, és elkezdte újraépíteni az Ajaxot. Az 1946/1947-es szezonban egy olyan játékos debütált az első csapatban, aki később a csapat történetének egyik legfontosabb embere lett: Rinus Michels. 1946. június 9-én lépett először pályára a felnőttcsapatban, és már az első szezonjának a végén a bajnokcsapat tagjának mondhatta magát. A debütálása nagyon jól sikerült, és Jack Reynolds meghívta őt a csapatba a lesérült Han Lambergt pótlására. Az ADO Den Haag elleni mérkőzésen 8:3-ra diadalmaskodott az Ajax, Rinus Michels pedig öt góllal vette ki a részét a győzelemből. 
Több emlékezetes mérkőzést is játszottak ezekben az években. Az egyik ilyen 1948 augusztusában volt, amikor az Ajax egy barátságos mérkőzésen India válogatottja ellen lépett pályára. A végeredmény nagyon meglepő volt, mivel az Ajax 5:1 arányban kikapott. Többek szerint a vereség oka az volt, hogy a legtöbb indiai futballista mezítláb játszott, és a hazaiak féltek, hogy rálépnek ellenfeleik lábára.
Jack Reynolds végül 1947-ben elhagyta a csapatot. Nem igazolt át más klubhoz, hanem visszavonult. Visszavonulása után Amszterdamba költözött, és három év múlva még egyszer beugrott átmenetileg edzőnek pár hónapra. Őt egy szintén angol edző, Robert Smith követte a csapatnál.

### Labdarúgás szélsőkkel
Mielőtt Jack Reynolds elkezdte a csapat irányítását, az Ajax csak egy volt a holland labdarúgóklubok közül. Az edző sikeres munkájának köszönhetően az Ajax a holland labdarúgás a zászlóvivőjévé vált, miután irányítása alatt 15 területi bajnokságot és 8 országos bajnokságot nyertek meg, valamint egy alkalommal a holland kupát. Reynolds nagyon hasonlított egy „szigorú, iskolai tanárhoz”. Az edzősége elején több új dolgot is bevezetett a csapatnál. Ilyenek voltak az erőnléti edzés, a kötélugrás vagy a medicinlabda. Módszereit többnyire szokatlannak tartották. A klub összes csapatát, a felnőtteket és a fiatalokat is ő irányította. A játékosok felé történő gondos közeledés inspirálta a keret szorgalmas csatárait. A második világháború utáni első szezonban az ő keretében debütált Rinus Michels, aki húsz évvel később az Ajax edzője lett, és aki az 1970-es évek elején létrehozta az Ajax első igazi aranycsapatát, a „Golden Ajax”-ot. Reynolds messze megelőzte a korát, és az ő jól meghatározott labdarúgó filozófiája alapozta meg az Ajax profizmusát. Az Ajax filozófiája a következő volt: összpontosított támadások, ügyesség és gyorsaság. Megtanította játékosait, hogy a labda nélkül is gondolkodjanak és a labdát oldalra is lehet játszani. Jack Reynolds vezette be az Ajax jellegzetes játékstílusát, amely az Ajax kifejezést a támadó foci szinonimájává tette, és ami hosszú időre meghatározta a klub történetét, még  Reynolds halála után is.

### Az örök rivalizálás megszületése
1921. október 9-e volt az első alkalom, hogy az Ajax egy rotterdami csapat, a Feyenoord ellen játszott. Ezzel a mérkőzéssel kezdődött el a holland labdarúgás máig tartó leghíresebb összecsapása, a „De Klassieker” (magyarul: A klasszikus). Az első mérkőzést az Ajax tulajdonképpen 3:2-re megnyerte, de a Feyenoord csapata panaszt nyújtott be Boas játékvezető ellen, aki szabályosnak ítélte az Ajax harmadik gólját, míg a rotterdamiak szerint a labda nem haladt át a gólvonalon. A Holland labdarúgó-szövetség végül úgy döntött, hogy érvényteleníti az Ajax győztes gólját, és így a hivatalos végeredmény 2:2 lett. Az Ajax hosszú hónapokig tiltakozott az ítélet ellen, de hiába. Az 1921/1922-es szezon tavaszi felében lejátszott visszavágón az Ajax 2:0-ra legyőzte a Feyenoordot, ennek ellenére a szezont a Feyenoord fejezte be jobb helyen. A rotterdami csapat a második helyen végzett a tabellán, egy ponttal megelőzve az Ajaxot.

### Az időszak kiemelkedő játékosai

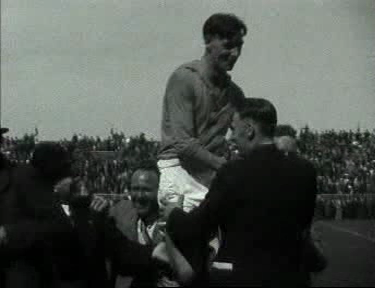
Wim Anderiesen ünnepli az 1937-ben megszerzett bajnoki címet

A második világháború előtti Ajax – és a Holland válogatott – leghíresebb játékosa kétségtelenül Wim Anderiesen, egy Amszterdamban született középpályás volt, civilben rendőrtiszt. 1925-től egészen 1940-ig játszott az Ajaxban. E 15 szezon alatt összesen 249 bajnoki meccsen szerepelt a csapatban, és összesen 46 mérkőzést játszott az Oranje színeiben. A válogatottság számát tekintve, ő tartotta a háború előtti rekordot. Anderiesen máig az egyetlen Ajax-labdarúgó, akiről valaha is utcát neveztek el Amszterdamban. Vele, mint az egyik főszereplővel, az Ajax kiváló hírnevét vívott ki Hollandián belül és kívül is. Ennek ellenére az első, igazi európai topcsapat ellen vívott mérkőzése igazi katasztrófával végződött. Az 1930-ban, az osztrák Rapid Wien ellen vívott mérkőzésen az Ajax 16:2 arányú vereséget szenvedett, aminek a fő oka az volt, hogy az Ajax túlságosan alábecsülte az ellenfelét. Ez a klub történetének eddigi legmegalázóbb veresége.
A csapat másik kiemelkedő alakja Piet van Reenen volt, aki 1909-ben született Utrechtben és 1929 és 1942 között játszott az Ajaxban. Van Reenen minden idők egyik legjobb játékosának számít, és minden idők legeredményesebb Ajax-játékosa is. A 13 szezon alatt 237 alkalommal lépett pályára, és nem kevesebb mint 273 gólt szerzett, amivel  egy máig is tartó rekordot tart. Mindemellett egy másik rekord is fűződik a nevéhez:  1932 április 3-án a Veendam ellen 9:1-re megnyert bajnoki mérkőzésen hét gólt lőtt, így ő az a játékos, aki a legtöbb alkalommal bevette az ellenfél kapuját egyetlen mérkőzésen.

### A háború és a zsidók
Az Ajax második világháború alatti történetéről Simon Kuper írt könyvet. A mű, amely az Ajax, De Joden, Nederland (Ajax, a zsidók, Hollandia) címen jelent meg, és a fentiek mellett tárgyalja Eddy Hamel történetét (az első amerikai, aki valaha is játszott az Ajaxban) és az egyesület zsidósággal való kapcsolatát is, mivel az Ajaxot már ebben az időszakban is sokan csak „zsidó klubként” emlegették.

## Sikerek az időszakban
- Nyolc bajnoki cím: 1918, 1919, 1931, 1932, 1934, 1937, 1939, 1947
- Két holland kupagyőzelem: 1917, 1943

## Az időszak részletes eredményei

### A holland élvonal nyugati csoportjában
A holland élvonalban játszó csapatok kezdetben egy nyugati és egy keleti csoportra voltak osztva, majd 1913-ban megalakult a déli, 1916-ban pedig az északi csoport is. A csoportok győztesei rájátszásban vettek részt a bajnoki cím elnyerése érdekében. Az AFC Ajax az 1898 és 1950 közötti időszakban a nyugati csoportban szerepelt, és a következő eredményeket érte el:
| Idény     | Helyezés   | Idény     | Helyezés   | Idény     | Helyezés   | Idény     | Helyezés   |
| --------- | ---------- | --------- | ---------- | --------- | ---------- | --------- | ---------- |
| 1917–1918 | 1. hely*   | 1918–1919 | 1. hely*   | 1919–1920 | 5. hely    | 1920–1921 | 1. hely    |
| 1921–1922 | 3. hely    | 1922–1923 | 5. hely    | 1923–1924 | 6. hely**  | 1924–1925 | 3. hely*** |
| 1925–1926 | 4. hely*** | 1926–1927 | 1. hely**  | 1927–1928 | 1. hely**  | 1928–1929 | 8. hely**  |
| 1929–1930 | 1. hely**  | 1930–1931 | 1. hely**  | 1931–1932 | 1. hely**  | 1932–1933 | 2. hely*** |
| 1933–1934 | 1. hely**  | 1934–1935 | 1. hely**  | 1935–1936 | 1. hely**  | 1936–1937 | 1. hely**  |
| 1937–1938 | 2. hely**  | 1938–1939 | 1. hely*** | 1939–1940 | 6. hely**  | 1940–1941 | 2. hely**  |
| 1941–1942 | 6. hely**  | 1942–1943 | 6. hely*** | 1943–1944 | 2. hely*** | 1945–1946 | 1. hely**  |
| 1946–1947 | 1. hely**  | 1947–1948 | 3. hely**  | 1948–1949 | 4. hely**  | 1949–1950 | 1. hely*** |

Megjegyzés 1: A fenti eredmények nem bajnoki címet, ezüst- vagy bronzérmet, hanem a csoportban elért eredményt jelentik, ezért e helyezéseket jelölik arany, ezüst vagy bronz színek. A kiesést piros szín jelzi.

Megjegyzés 2: Az 1944–45-ös szezonban a bajnokság elmaradt.

* Az élvonal nyugati csoportját további két csoportra osztották (A és B). Az Ajax az A csoportban szerepelt. Mindkét csoportgyőztes részt vett a bajnoki címért folytatott rájátszásban. Ez a felosztás csak két szezonon keresztül volt érvényben. Utána ismét csak egy csoport volt.

** Az élvonal nyugati csoportját további két csoportra osztották (I és II). Az Ajax az I-es csoportban szerepelt. Mindkét csoportgyőztes részt vett a bajnoki címért folytatott rájátszásban.

*** Az élvonal nyugati csoportját további két csoportra osztották (I és II). Az Ajax az II-es csoportban szerepelt. Mindkét csoportgyőztes részt vett a bajnoki címért folytatott rájátszásban.

### A bajnoki címért folytatott rájátszásban
A bajnoki címért folytatott rájátszásban az AFC Ajax a következő eredményeket érte el:
| Idény     | Helyezés | Idény     | Helyezés | Idény     | Helyezés | Idény     | Helyezés |
| --------- | -------- | --------- | -------- | --------- | -------- | --------- | -------- |
| 1917–1918 | 1. hely  | 1918–1919 | 1. hely  | 1920–1921 | 3. hely  | 1926–1927 | 3. hely  |
| 1927–1928 | 2. hely  | 1929–1930 | 2. hely  | 1930–1931 | 1. hely  | 1931–1932 | 1. hely  |
| 1933–1934 | 1. hely  | 1934–1935 | 3. hely  | 1935–1936 | 2. hely  | 1936–1937 | 1. hely  |
| 1938–1939 | 1. hely  | 1945–1946 | 2. hely  | 1946–1947 | 1. hely  | 1949–1950 | 4. hely  |

### Szereplések a holland labdarúgókupában
A holland labdarúgókupa jelentős múltra tekint vissza, az első döntőt még a 19. században, 1899-ben rendezték. Az azóta eltelt időszakban az AFC Ajax 18 alkalommal nyerte el ezt a trófeát, amivel jelenleg is csúcstartó. A csapat a következő eredményeket érte el:
| Döntő éve | Helyezés    | Döntő éve | Helyezés    |
| --------- | ----------- | --------- | ----------- |
| 1917      | kupagyőztes | 1943      | kupagyőztes |

Megjegyzés: A fenti időszakról nem áll rendelkezésre részletes statisztika, így a táblázat csak a döntőben elért eredményeket tartalmazza.

## Edzők
Ebben az időben a csapatnak tíz különböző edzője volt: öt angol, négy holland és egy magyar edző irányította a csapatot. Közülük a legtöbbet Jack Reynoldsnak köszönhet az Ajax. 24 évig edzősködött a csapatnál (és később még egy évig), ezzel a mai napig ő az az edző aki a leghosszabb ideig vezette az Ajaxot. Ebben az időszakban ült a csapat padján az eddigi egyetlen magyar edző is, Halpern Vilmos.
| No. | Név                           | Mikortól | Meddig |
| 1.  | Jack Reynolds                 | 1915     | 1925   |
| 2.  | Harold Rose                   | 1925     | 1926   |
| 3.  | Stanley Castle                | 1926     | 1928   |
| 4.  | Jack Reynolds                 | 1928     | 1940   |
| 5.  | Jan Distelbrink (átmenetileg) | 1940     |        |
| 6.  | Halpern Vilmos                | 1940     | 1941   |
| 7.  | Wim Volkers és Arie de Witt   | 1941     | 1942   |
| 8.  | Dolf van Kol                  | 1942     | 1945   |
| 9.  | Jack Reynolds                 | 1945     | 1947   |
| 10. | Robert Smith                  | 1947     | 1948   |
| 11. | Walter Crook                  | 1948     | 1950   |

## Elnökök
Ebben az időszakban három elnöke volt a csapatnak, mindegyik holland. Leghosszabb ideig – 17 évig – Marius Koolhaas ült az elnöki székben. A csapat elnökei:
| No. | Név              | Mikortól | Meddig |
| 1.  | Willem Egeman    | 1913     | 1925   |
| 2.  | Frans Schoevaart | 1925     | 1932   |
| 3.  | Marius Koolhaas  | 1932     | 1956   |